# Fontaine-la-Gaillarde
Fontaine-la-Gaillarde ist eine französische Gemeinde mit 518 Einwohnern (Stand: 1. Januar 2022) im Département Yonne in der Region Bourgogne-Franche-Comté. Sie gehört zum Arrondissement Sens und zum Kanton Brienon-sur-Armançon.

## Geographie
Fontaine-la-Gaillarde liegt etwa sechs Kilometer ostnordöstlich von Sens. Umgeben wird Fontaine-la-Gaillarde von den Nachbargemeinden Voisines im Norden, Les Clérimois im Osten, Pont-sur-Vanne im Südosten, Villiers-Louis im Süden sowie Saligny im Westen.
Am Nordrand der Gemeinde führt die Autoroute A5 entlang. 

## Bevölkerungsentwicklung
| 1962                       | 1968 | 1975 | 1982 | 1990 | 1999 | 2006 | 2013 |
| -------------------------- | ---- | ---- | ---- | ---- | ---- | ---- | ---- |
| 244                        | 189  | 285  | 391  | 481  | 489  | 505  | 498  |
| Quellen: Cassini und INSEE |      |      |      |      |      |      |      |